# ブルックス山脈

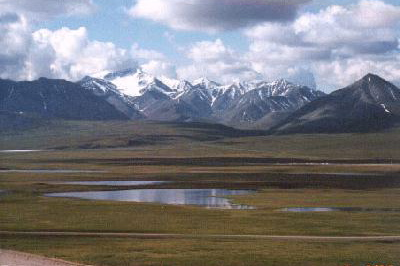
ガルブレイス湖（Galbraith Lake）付近からブルックス山脈を望む

ブルックス山脈（ブルックスさんみゃく、英語: Brooks Range）は、アメリカ合衆国アラスカ州北部を西から東へ約1,100km、カナダのユーコン準州まで続く北アメリカ大陸北部の山脈である。最高峰のイスト山の標高は2,736mに達し、約1億2,600万年前のものと考えられている。
アメリカでは、これらの山脈はロッキー山脈の支脈とみなされているが、カナダでは、ロッキー山脈の北の境界は、ブリティッシュ・コロンビア州のはるか南にあるリアード川とみなされているため、別個の山脈とみなされている.。
この山脈にはほとんど人が住んでいないが、ドルトン・ハイウェイとトランス・アラスカ・パイプライン・システムが、ノーススロープ郡のプルドーベイ油田に向かう途中、アティグン峠（標高1,415 m）を通っている。アラスカ先住民のアナクトゥブク村とアークティック・ビレッジ、そしてコールドフット、ワイズマン、ベトルズ、チャンダラーの小さな集落が、この山脈唯一の居住地である。西の果て、デ・ロング山脈のウーリック川近くには、世界最大の亜鉛鉱山、レッド・ドッグ鉱山がある。
この山脈は、1903年から1924年までアメリカ地質調査所のアラスカ担当主任地質学者、アルフレッド・ハルス・ブルックスにちなんで、1925年にアメリカ地名委員会によって命名された。

## 参照項目
- アラスカ最北部の地理